# Don Pedro, Guanajuato
Don Pedro är en ort i Mexiko.   Den ligger i kommunen Dolores Hidalgo och delstaten Guanajuato, i den centrala delen av landet, 260 km nordväst om huvudstaden Mexico City. Don Pedro ligger 1 961 meter över havet och antalet invånare är 121.
Terrängen runt Don Pedro är platt åt sydost, men åt nordväst är den kuperad. Runt Don Pedro är det ganska tätbefolkat, med 96 invånare per kvadratkilometer. Närmaste större samhälle är Dolores Hidalgo, 18,6 km norr om Don Pedro. Trakten runt Don Pedro består i huvudsak av gräsmarker.